# Péter Miklós (tornász)
Péter Miklós (Budapest, 1906. április 27. – Budapest, 1978. július 18.) sokszoros magyar bajnok tornász, az 1932-es Los Angeles-i olimpiai negyedik helyezettje (egyéniben függeszkedésben, továbbá csapatban).

## Életpályája
1924-től 1926-ig a Budai Torna Egylet (BBTE), majd 1927-től 1939-ig a Budapesti Torna Club (BTC) tornásza.  Sokszoros magyar bajnok; világversenyeken egyéniben és csapatban is jól szerepelt az 1930-as évek végéig. 1940-től a magyar férfi válogatott edzője volt.

## Sporteredményei
- 1925-től 1931-ig 6-szoros csapatbajnok.
- 1928-tól 1936-ig 13-szoros magyar válogatott.
- 1928-tól 1938-ig 13-szoros magyar bajnok.
- 1930-ban nyújtón világbajnoki 2. helyezett. 1930-ban a VB 4., 1934-ben a VB 5. helyezett magyar csapat tagja volt.
- 1932-ben a Los Angeles-i olimpián a függeszkedés versenyszámban a 4. helyen végzett, továbbá a 4. helyezett magyar csapat tagja volt. Ugyanitt lóugrásban és korláton 7. helyezést ért el.
- 1936-ban a berlini olimpián a 7. helyezett magyar csapat tagja volt.

## Emlékezete
Sírja a Farkasréti temetőben található. A sírt felsőeőri Fülöp Elemér (1882–1949) szobra díszíti (ez a szobornak a másodlagos felhasználása).